# Pseudopraon antiquum
Pseudopraon antiquum är en stekelart som först beskrevs av Mackauer 1967.  Pseudopraon antiquum ingår i släktet Pseudopraon och familjen bracksteklar. Inga underarter finns listade i Catalogue of Life.